# Pteris montis-wilhelminae
Pteris montis-wilhelminae là một loài dương xỉ trong họ Pteridaceae. Loài này được Alston mô tả khoa học đầu tiên năm 1940.
Danh pháp khoa học của loài này chưa được làm sáng tỏ. 